# Alon USA
Pour les articles homonymes, voir Alon.
Alon USA Energy Inc. ou Alon USA est une entreprise basée à Dallas dans le Texas spécialisée dans le raffinage et la commercialisation de produits pétroliers, principalement à destination des États du Sud des États-Unis.

## Historique
Alon USA a été créée à la suite du rachat par Alon Israel Oil Company Ltd, la plus importante compagnie pétrolière israélienne, d'infrastructures Total S.A. incluant 1 700 stations services, une raffinerie et un réseau d'oléoducs et de terminaux pétroliers. 
La compagnie s'est depuis agrandie, notamment avec le rachat de Paramount Petroleum Corp. en 2006.
En 2017 Michael Pacheco Pires devient le directeur général de l'entreprise.